# Karel van der Meer (scheidsrechter)
Karel Louis van der Meer (Den Haag, 29 juli 1905 – Bennekom, 2 november 1978) was een Nederlands voetbalscheidsrechter.

## Loopbaan
Van der Meer floot vierentwintig officiële internationale wedstrijden. Hij was actief bij de Olympische Zomerspelen 1948 en de Olympische Zomerspelen 1952 en bij het wereldkampioenschap voetbal 1950. Van der Meer maakte deel uit van verschillende nationale en internationale scheidsrechterscommissies. Hij was bondsridder van de Koninklijke Nederlandse Voetbalbond.

## Interlands
| Datum             | Plaats                   | Wedstrijd                         | Uitslag | Competitie           | Kreeg geel | Kreeg voor de tweede keer geel en dus rood | Weggestuurd |
| ----------------- | ------------------------ | --------------------------------- | ------- | -------------------- | ---------- | ------------------------------------------ | ----------- |
| 31 augustus 1947  | Praag, Tsjecho-Slowakije | Tsjecho-Slowakije – Polen         | 6 – 3   | Vriendschappelijk    | 0          | 0                                          | 0           |
| 23 mei 1948       | Colombes, Frankrijk      | Frankrijk – Schotland             | 3 – 0   | Vriendschappelijk    | 0          | 0                                          | 0           |
| 12 juni 1948      | Praag, Tsjecho-Slowakije | Tsjecho-Slowakije – Frankrijk     | 0 – 4   | Vriendschappelijk    | 0          | 0                                          | 0           |
| 31 juli 1948      | Londen, Engeland         | Luxemburg – Joegoslavië           | 1 – 6   | Eindronde OS 1948    | 0          | 0                                          | 0           |
| 11 augustus 1948  | Londen, Engeland         | Verenigd Koninkrijk – Joegoslavië | 1 – 3   | Eindronde OS 1948    | 0          | 0                                          | 0           |
| 13 augustus 1948  | Londen, Engeland         | Verenigd Koninkrijk – Denemarken  | 3 – 5   | Eindronde OS 1948    | 0          | 0                                          | 0           |
| 26 september 1948 | Kopenhagen, Denemarken   | Denemarken – Engeland             | 0 – 0   | Vriendschappelijk    | 0          | 0                                          | 0           |
| 2 december 1948   | Londen, Engeland         | Engeland – Zwitserland            | 6 – 0   | Vriendschappelijk    | 0          | 0                                          | 0           |
| 22 mei 1949       | Colombes, Frankrijk      | Frankrijk – Engeland              | 1 – 3   | Vriendschappelijk    | 0          | 0                                          | 0           |
| 19 juni 1949      | Solna, Zweden            | Zweden – Hongarije                | 2 – 2   | Vriendschappelijk    | 0          | 0                                          | 0           |
| 9 oktober 1949    | Belgrado, Joegoslavië    | Joegoslavië – Frankrijk           | 1 – 1   | Kwalificatie WK 1950 | 0          | 0                                          | 0           |
| 25 juni 1950      | Rio de Janeiro, Brazilië | Chili – Engeland                  | 0 – 2   | Eindronde WK 1950    | 0          | 0                                          | 0           |
| 16 juli 1950      | São Paulo, Brazilië      | Spanje – Zweden                   | 1 – 3   | Eindronde WK 1950    | 0          | 0                                          | 0           |
| 12 november 1950  | Genève, Zwitserland      | Zwitserland – Zweden              | 4 – 2   | Vriendschappelijk    | 0          | 0                                          | 0           |
| 22 november 1950  | Londen, Engeland         | Engeland – Joegoslavië            | 2 – 2   | Vriendschappelijk    | 0          | 0                                          | 0           |
| 30 mei 1952       | Solna, Zweden            | Zweden – Schotland                | 3 – 1   | Vriendschappelijk    | 0          | 0                                          | 0           |
| 21 juli 1952      | Helsinki, Finland        | Hongarije – Italië                | 3 – 0   | Eindronde OS 1952    | 0          | 0                                          | 0           |
| 5 juli 1953       | Solna, Zweden            | Zweden – Hongarije                | 2 – 4   | Vriendschappelijk    | 0          | 0                                          | 0           |
| 20 september 1953 | Praag, Tsjecho-Slowakije | Tsjecho-Slowakije – Zwitserland   | 5 – 0   | Vriendschappelijk    | 0          | 0                                          | 0           |
| 11 oktober 1953   | Stuttgart, Duitsland     | Duitsland – Saarland              | 3 – 0   | Kwalificatie WK 1954 | 0          | 0                                          | 0           |
| 19 december 1954  | Lissabon, Portugal       | Portugal – Duitsland              | 0 – 3   | Vriendschappelijk    | 0          | 0                                          | 0           |
| 28 mei 1955       | Hamburg, Duitsland       | Duitsland – Ierland               | 2 – 1   | Vriendschappelijk    | 0          | 0                                          | 0           |
| 16 oktober 1955   | Boedapest, Hongarije     | Hongarije – Oostenrijk            | 6 – 1   | Vriendschappelijk    | 0          | 0                                          | 0           |
| 13 juni 1956      | Oslo, Noorwegen          | Noorwegen – Duitsland             | 1 – 3   | Vriendschappelijk    | 0          | 0                                          | 0           |

Bijgewerkt t/m 3 februari 2014